# Сервопривод

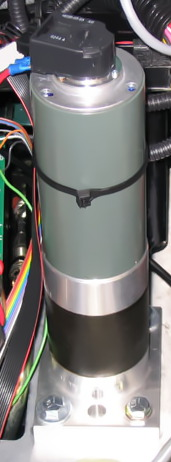

Сервопри́вод[джерело?] (також серводвигун, сервомеханізм) — це пристрій в системах автоматичного регулювання або дистанційного керування, що за рахунок енергії допоміжного джерела здійснює механічне переміщення регулюючого органу відповідно до отримуваних від системи керування сигналів. Тобто, міняється положення регулюючого органа (важеля, кнопки, перемикача) — потік матеріалу або енергії, що поступає на об'єкт дії, міняється і в результаті виконується дія на робочі машини або механізму, змінюється стан робочого об'єкта.

## Опис
Сервопривод — допоміжний двигун для дистанційного автоматичного керування або регулювання машин, апаратів, закривання і відкривання засувок, клапанів тощо. Сервомотори виділяються у окрему групу моторів у зв'язку з тим, що, як правило, діапазон роботи ротора такого мотора менше одного повного оберту. Сервопривод буває електричним, гідравлічним і пневматичним. Основні характеристики: маса, динаміка двигуна, рівномірність руху, енергоефективність.
Сервопривод працює від імпульсів змінної тривалості, які отримує через сигнальний дріт. Коли тривалість імпульсів становить близько 1,5 мілісекунди, то сервопривод перебуває в нейтральному положенні (тобто у нього однаковий потенціал обертання в обидва напрями). Кут повороту сервоприводу залежить від тривалості імпульсу. Чим триваліший імпульс, тим швидше працює двигун. Коли сервопривод виконує команду переміщатися, то яка-небудь зовнішня сила, що при цьому спробує його спинити буде відчувати сильний спротив — це і є та максимальна сила, яку витримуватиме сервопривід. Проте сервопривод не постійно підтримує вказане положення — для цього йому необхідні імпульси, на які він чекає протягом 20 мс. Що стосується тривалості імпульсу, то якщо вона менше 1,5 мілісекунд — сервопривод повертає вал на декілька градусів проти годинникової стрілки і намагається зафіксувати положення. Якщо ж вона більше, то навпаки — за годинниковою стрілкою. У середньому для роботи сервоприводу необхідний діапазон тривалості імпульсу від 1 мс до 2 мс. Крім того, важливий параметр, що характеризує сервопривод — це швидкість обертання (той час, за яке сервопривод переходить з одного положення в інше)
Головні частини сервоприводу — це його двигун, елементи керування і передача. Крім того, в ньому є також дрібніші периферійні пристрої — блокування, сигналізація, система включення/виключення, елементи зворотного зв'язку. Як правило, сервоприводи можуть працювати, на відміну від систем сельсин/давач — сельсин/приймач, тільки від зовнішніх джерел енергії, оскільки потужності внутрішніх джерел енергії недостатньо для ефективного функціонування сервоприводу (дуже вже енергоємну роботу йому доводиться виконувати).
Багато сервоприводів є обертові механізми, проте їх використовують для відтворення лінійного руху. У деяких з цих випадків, використовують датчики лінійних переміщень. Ці сервоприводи запобігають неточностей у перетворенні обертового руху в лінійний під час переміщення об'єкта, проте їх дизайн став набагато складнішим, і їх набагато важче виготовляти у готовому вигляді, адже вони мають виконувати дуже специфічні завдання (тому до кінцевого «готового до застосування» вигляду їх підганяють у польових умовах).
Сервоприводи поділяються на кілька видів (залежно від джерела енергії) — механічні, гідравлічні і електричні. Електричні сервоприводи є найсучаснішими. Часто в них використовуються синхронні двигуни. Їхній обертовий момент і швидкість регулюються спеціальними сервоперетворювачами.
Сучасні сервоприводи характеризуються доброю спроможністю до регулювання, стабілізацією швидкості і обертового моменту, високою динамікою і точністю позиціонування, відносно невеликими вагою і габаритами, а також великою стійкістю до різноманітних перешкод.
Завдяки своїм високим технічним показникам, сервоприводи активно використовують у робототехніці. Їхнє використання допомагає підвищити функціональність роботів, зробити їхні рухи чіткішими і плавнішими.

### Двигун
Тип двигуна не є критичним і може бути використано різні їх типи. Найпростіший, який використовують, — на основі постійного магніту і щіток, з огляду на його дешевизну і конструктивну простоту. Для великих промислових сервоприводів, застосовують двигуни індукції змінного струму, часто з частотно-регульованим приводом, щоб мати контроль за його швидкістю. Коли потрібно сервопривод у компактному виконанні, використовують безщітковий двигун змінного струму із постійним магнітом.

### Контроль
Більшість сучасних сервоприводів проектуються і поставляються зі спеціальним модулем контролера від того ж виробника. Контролери можуть також комплектуватися додатковими мікроконтролерами, проте (зазвичай) у польових умовах, оскільки контролер у комплектації задовольняє більшість вимог до роботи двигуна.